# Tanto piacere
Tanto piacere, che ha per sottotitolo Varietà a richiesta, è stato un programma televisivo di varietà andato in onda in due edizioni e 36 puntate dal 13 febbraio al 18 giugno 1974 sul Secondo Programma e dal 23 febbraio al 29 giugno 1975 sul Programma Nazionale della Rai.

## Produzione
Scritto da Leone Mancini e Alberto Testa per la regia di Adriana Borgonovo il varietà, registrato in bianco e nero e condotto da Claudio Lippi, è andato in onda per la prima edizione in 17 puntate nel 1974 al mercoledì alle 18:00 sul Secondo Programma e per la seconda edizione in 19 puntate nel 1975 la domenica alle 19:00 sul Programma Nazionale.
La trasmissione si caratterizzava per lo stile colloquiale del conduttore e per il fatto che gli ospiti presenti in ogni puntata erano scelti direttamente dai telespettatori (da qui il sottotitolo Varietà a richiesta) e intervistati in mezzo al pubblico. La direzione orchestrale per l'edizione del 1974 era di Piergiorgio Farina, per l'edizione del 1975 nelle prime 14 puntate era di Tony De Vita, nelle ultime 5 era di Augusto Martelli.
Alcuni spezzoni del programma furono riproposti nelle puntate di Techetechete'. La piattaforma Rai Play non ha ancora reso disponibili in streaming le puntate integrali.

## Sigle
La sigla iniziale del programma, Tanto piacere, che era animata da Sandro Lodolo, era cantata da Claudio Lippi e i Musical; per la seconda edizione, la sigla finale, Sol, composta da Tony De Vita, era eseguita dai Musical. Entrambi i brani furono pubblicati in un 45 giri, Tanto piacere/Sol, pubblicato dall'etichetta Spark. 

## Ospiti

### Prima edizione
- Renzo Palmer, Wilma Goich ed Edoardo Vianello – 13 febbraio 1974
- Isabella Biagini, Enrico Simonetti – 13 marzo 1974
- Romina Power, Ubaldo Lay, Gianni Morandi – 20 marzo 1974
- Ave Ninchi, Corrado, Anna Melato, Franco Dani – 3 aprile 1974
- Laura Belli, Giancarlo Zanetti, Peppino Gagliardi, Toni Santagata – 17 aprile 1974
- Omar Sharif,[4] Agostina Belli – 24 aprile 1974
- Domenico Modugno, Raoul Casadei – 15 maggio 1974
- Enrico Montesano, Ornella Vanoni – 21 maggio 1974
- Giorgio Albertazzi, Minnie Minoprio, Orchestra Castellina-Pasi – 4 giugno 1974

### Seconda edizione
- Raffaella Carrà, Massimo Ranieri – 23 febbraio 1975
- Raimondo Vianello, Sandra Mondaini, Duo di Piadena – 2 marzo 1975
- Mario e Pippo Santonastaso, Mita Medici, Pino Calvi – 16 marzo 1975
- Quartetto Cetra – 6 aprile 1975
- Franco Gasparri, Lando Fiorini, Bice Valori, Pooh – 13 aprile 1975
- Domenico Modugno e Francesca Guadagno,[5] Delia Scala – 20 aprile 1975
- Giulietta Masina, Gianrico Tedeschi – 27 aprile 1975
- Ciccio Ingrassia, Katyna Ranieri, Don Lurio – 1º giugno 1975
- Angela Luce, Gigi Proietti, Drupi – 8 giugno 1975
- Vittorio Gassman, Alan Sorrenti, Piergiorgio Farina – 15 giugno 1975
- Rita Pavone, Enrico Montesano – 22 giugno 1975
- Raf Vallone, Rosanna Schiaffino, Pippo Franco, Santo & Johnny, La Vera Romagna – 29 giugno 1975